# Георгије Пахимер
Георгије Пахимер, (1242–1310), византијски историчар и писац. Рођен је Никеји у Битинији, где је његов отац побегао пошто су Латини освојили Константинопољ 1204.
Када је Михаило VIII Палеолог избацио крсташе и повратио град, Пахимер се настањује у Константинопљу где је студирао право, а потом се и заредио и постао главни адвокат цркве и главни судија на царском двору. Био је веома књижевно активан и од његових многобројних дела најважније је Историја у 13 томова, наставак Историје Георгија Акрополита која обухвата период од 1261 (или 1255) до 1308. године и која обухвата владавину Михајла и Андроника II Палеолога.
Друга битна дела су:
- Квадривијум (аритметика, музика, гометрија, астрономија), веома вредно дело за историју музике и астрономије у Средњем веку.
- Скица аристотеловске филозофије
- Парафразирани говори и писма Дионизија Ареопагите
- Песме, укљулујући и биографију
- Опис Августеума, цариградског трга као и стуба који је подигао Јустинијан I у Светој Софији у част своје победе над Персијанцима.

## Биографија

### Младост и образовање
Георгије Пахимер је рођен 1242. године у Никеји која је од 1204. године била средиште Византијског царства. Младост је провео у том граду, да би се у Цариград вратио 1261. године након ослобођења од стране Михаила VIII Палеолога. Већ у Никеји је Пахимер стекао широко образовање које је наставио да шири студирајући код једног од најученијих људи тадашње Византије - Георгија Акрополита. Заједно са будућим патријархом Георгијем Кипарским, Пахимер је учио филозофију, реторику, математику и физику.

### Црквена каријера
Пахимер је рано стекао углед у цркви. По први пут га у црквеним пословима срећемо око 1265. године када је учествовао на сабору на коме је осуђен патријарх Арсеније. Између 1275. и 1277. године постао је егзегеза Новог Завета. Достигао је дванаесто место у хијерархији византијске цркве (хијероним) каквим се помиње 1285. године. Касније се помиње и као протекдик, што је шесто место у хијерархији Свете Софије. Био је један од световних "чувара права" цара Михаила Палеолога. Да је заузимао висок положај у византијском друштву на самом крају 13. века сведочи и чињеница да је присуствовао поверљивом разговору између тадашњег патријарха Јована XII и Михаиловог наследника Андроника II (март 1300. године) поводом удаје Симониде за Милутина. Године после тога провео је у писању свог монументалног историјског дела. Умро је око 1310. године.

## Χρονικὴ συγγραφή
Георгије Пахимер је свакако најпознатији по свом историјском делу "Ромејска историја" (грчки: Χρονικὴ συγγραφή) у 13 књига. Шест књига обухвата период владавине Михаила VIII Палеолога, а седам владавину његовог сина Андроника II Палеолога, односно период његове владавине до 1307. године. Као савременик догађаја из период Андроникове владавине, Пахимер је могао писати по сопственим сећањима или по сећањима савременика и учесника догађаја, што његово дело чини прворазредним извором за византијску историју последње четвртине 13. и почетка 14. века. Обухвата период од 1261. и 1307. године. У уводном делу укратко је описан период од 1255. до 1261. године које је већ описао Пахимеров учитељ Георгије Акрополит. Због тога се Пахимерово дело сматра наставком Акрополитове историје, односно историје никејске епохе.
Пахимер посматра историјске догађаје са становишта цркве. Исувише је окупиран теолошким проблемима у времену када је цар Михаило, услед опасности од антивизантијске коалиције Карла Анжујског, покушао да склопи црквену унију са Римом (Лионска унија). У Пахимеровом делу присутан је песимизам који је постојао и код других писаца те епохе. Он је и разумљив, с обзиром на спољнополитичку ситуацију у којој се Византија тих деценија налазила.

### Хронологија
Пахимерова хронологија је проблематична. Њеном расветљавању посвећена су бројна истраживања. Потпуни недостатак прецизних датума отежао је да се неки догађаји које Пахимер описивао хронолошки одреде. За српску историју то је велики проблем, јер постоје догађаји који су описани само у Пахимеровом делу (нпр. покушај краља Уроша да свог млађег сина Милутина ожени ћерком цара Михаила, Аном). За називе месеца, Пахимер је користио антички календар који је преправио из непознатих разлога. Хекатомбеон је, по речима самог Пахимера, јануар, што је олакшало историчарима да до одређене мере растумаче Пахимеров календар:
Хекатомбеон (јануар), Линеон (фебруар), Кронион (март), Воидромион (април), Пианепсион (мај), Маимактерион (јун), Анристерион (јул), Посејдеон (август), Гамилион (септембар), Елафеволион (октобар), Мунихион (новембар), Скирофорион (децембар).
Приликом описивања византијских односа са Србијом, Пахимера не интересује унутрашњополитичка ситуација из времена владавина Уроша, Драгутина и Милутина, већ само догађаји који су повезани са Византијом. Поједине догађаје не описује, док некима посвећује несразмерно много пажње. Неуспешни покушај склапања брака Милутина и Ане добио је и превише простора у Пахимеровој историји, док је четовању Котанице посвећено тек неколико редова. Ратови Милутина 1282-4. године нису описивани, као ни неуспешан рат Михаила Главаса против Србије. Симонидиној удаји такође је посвећено доста простора, као и отпору који је томе пружио патријарх Јован XII.

### Издања
Пахимер је саставио и скраћену верзију свог дела, тзв. "Историју за мање стрпљиве читаоце" од које су данас сачувана само два рукописа. Шира верзија остала је сачувана у три рукописа. Прво издање Пахимеровог дела јесте Пусиново издање из 17. века. Француски историчар Пјер Пусин објавио је Пахимерово дело у Париском корпусу византијских писаца (1666—1669). Њему нису били познати сви преписи дела, који су откривени тек између два светска рата. Дуго није начињено критичко издање Пахимеровог дела. У Бонском корпусу византијских писаца поновљено је Пусиново издање са латинским преводом. Издавање критичког издања Пахимеровог дела издато је захваљујући Виталијану Лорану и његовом ученику Алберу Фајеру који су обрадили првих шест књига посвећених влади цара Михаила.
На српски језик, Пахимерово дело је фрагментарно преведено у едицији "Византијски извори за историју народа Југославије", шеста књига, од стране Византолошког института САНУ. Увод Љубомира Максимовића садржи попис литературе о овом византијском историчару, као и оцену његовог историјског дела.

## Остала дела
Пахимерова "Историја" је најпознатије, али не и једино сачувано дело овог византијског писца. Он се није бавио само историјом, што доказује и његова књижевна заоставштина.
1. "Епитома Аристотелове историје" (грчки: Σχεδίασμα περί της φιλοσοφίας του Αριστοτέλη) у 12 књига представља резимирана Аристотелова филозофска становишта. Пахимер је писао ово дело под утицајем полихистора Нићифора Влемида. Постоји латински превод овог дела, а комплетно је издата само прва књига.

1. "Реторичке вежбе" (грчки: Προγυνάσματα ή Μελέται (ρητορική)) представљају значајно дело из византијске реторике. У питању су имитације грчких ретора. Значајно је и за проучавање византијске књижевности, односно, поседује изразиту књижевну вредност.

1. "Квадривијум" (грчки: Το Σύνταγμα των τεσσάρων μαθημάτων,αριθμητικής, μουσικής,γεωμετρίας και αστρονομίας), дело настало око 1300. године. Дело о аритметици, музици, геометрији и астрономији, писано по античком узору. Ове дисциплине јављају се у Византији још у 11. веку, а Пахимер их је први систематизовао у једној књизи. Због тога је значај Квадривијума велики.

1. "Парафраза Псеудо-Дионисија Ареопагита" (грчки: Παράφρασις εις τον Άγιον ιερομάρτυρα Διονύσιον τον Αρεοπαγίτην) представља неку врсту стилских вежби посвећених александријском патријарху Атанасију II (1276—1316).

1. "Трактат о Светом Духу" бави се проблемом Filioque, основног разлога за црквени раскол 1054. године. Дело је писано поводом покушаја цара Михаила да са Римом закључи црквену унију како би избегао опасност оних који су настојали да обнове Латинско царство.

1. Два писма александријском патријарху Атанасију представљају све што је остало од Пахимерове богате кореспонденције.

1. "Поезија" која се састоји од једне аутобиографске и две учене песме, вежби стиховања под утицајима Хомера и Григорија Назијангког.